# Танго и Кеш
Танго и Кеш је америчка акциона комедија снимљена 1989. Насловне ликове тумаче Силвестер Сталоне и Курт Расел.

## Радња
Детективи Реј Танго, са Беверли Хилса, и Габријел Кеш, из централног Лос Анђелеса, сматрају се двојицом најбољих полицајаца у Лос Анђелесу. Они су супротни у готово сваком погледу, те између њих влада интензивни ривалитет, с обзиром на то да сваки себе сматра најбољим. Њихове акције често су у ударним вестима када су у питању велике заплене наркотика широм јужне Калифорније. На њихово незнање, све те испоруке припадају јединственој криминалној организацији коју предводи Ив Пере. Након Тангове последње велике заплене, Пере убеди своје сараднике, Квана и Лопеза, да је овај полицијски двојац постао проблем, те да је потребно побринути се за то.
Пере, не желећи да их простим убиством учини мученицима, разради детаљан план да их дискредитује и унизи пре него што их коначно измрцвари на смрт. Појединачно информисани о препродаји дроге која ће се одиграти касније те вечери, двојица детектива се по први пут сретну очи у очи на лицу места, где открију озвучени леш, а тренутак касније упадну агенти ФБИ-ја и опколе двојац. Агент Вајлер нађе Кешов резервни пиштољ са пригушивачем на поду и обојицу их ухапси. На суђењу за убиство, Танго и Кеш инкриминисани су уз помоћ аудио траке. Судски аудио вештак Скинер потврди веродостојност снимка, према којем су њих двојица упуцали агента ФБИ-ја на тајном задатку након краће расправе приликом покушаја куповине дроге. Суочени са необоривим доказима, они не оспоре мањи део кривице у замену за смањену затворску казну (18 месеци) у затвору са минималним обезбеђењем, али уместо тога на превару су послати у затвор са максималним обезбеђењем, где ће робијати заједно са многим криминалцима које су сами похапсили.
Већ прве ноћи у затвору бивају подвргнути тортури од стране Рекина, Переовог сарадника, и неколицине њихових ухапшеника жељних освете, али их спасе заменик управника, Мет Соковски, Кешов бивши командир. Соковски им препоручи бекство и уступи им мапу са скицом затвора, али Танго не пристане на то. Када Кеш покуша да побегне, нађе Соковског мртвог у вентилационом отвору, а чувари са псима дају се у потеру за њим. Танго га избави и њих двојица упуте се ка крову. Кеш побегне клизнувши уз помоћ свог опасача низ надземни струјни проводник, али Танга нападне један од његових ухапшеника. Танго се ослободи тако што одгурне затвореника на трансформатор, ком приликом га убије струја. Да би декриминализовали своја имена, они се раздвоје. Танго саопшти Кешу да, ако му затреба, оде до ноћног клуба „Клеопатра“ и тамо потражи Кетрин.
Детективи посете сведоке који су им сместили на суду. Танго пресретне Вајлера, који призна да му је намештаљку наручио извесни риђокоси Енглез са коњским репом (Рекин). Вајлер погине у аутомобилу-бомби покушавајући да побегне од Танга. Кеш пресретне Скинера у његовом аудио студију, ком приликом му Скинер призна да је лично измонтирао инкриминишући снимак. Кеш почне сачмаром да уништава Скинерову скупоцену студијску опрему (што се не чује са улице због потпуне акустичке изолације), све док Скинер не пристане да му помогне у чишћењу њихових имена. Кеш оде до клуба „Клеопатра“, где Тангова сестра Кетрин ради као плесачица, а она му помогне да избегне полицијску проверу тако што га преобуче у женско одело. Касније те вечери, Танго и Кеш поново се сретну код Кетрин, а придружи им се и капетан Шродер, Тангов командир, који им да Рекинову адресу, саопштивши им да имају 24 сата времена да му извуку информацију за кога ради. Танго и Кеш заробе Рекина у његовом стану и одведу га на кров зграде. Држећи га наопако за ноге, Танго и Кеш захтевају да им саопшти за кога ради, али без успеха. Потом га Танго веже за антенски стуб, а преко уста му чичак-траком залепи ручну гранату (ћорак), а Рекин тек тада ода Переово име. Кешов колега Овен позајми им свој прототип оклопног возила и двојац се њиме упути ка напуштеном војном аеродрому, Переовој бази. Међутим, Пере је претходно киднаповао Кетрин и активира тајмер за аутоматско самоуништење зграде. Након што побију Переове сараднике и обезбеђење, појави се Рекин, држећи Кетрин као таоца. Он је одбаци у страну да би се борио прса у прса са детективима, али га Кеш овог пута убије правом ручном гранатом. Пере се појави у галерији огледала, држећи Кетрин уз уперен пиштољ. Оба детектива препознају правог Переа (по обрнутом монограму / прстену на погрешној руци) и упуцају га истовремено у чело. Затим покупе Кетрин и сво троје успеју да побегну из зграде пар секунди пред експлозију. Филм се заврши полуозбиљном шалом о Кешовој жељи да се виђа са Кетрин уз новинске насловнице на којима пише да су у потпуности ослобођени оптужбе и да се враћају на посао као хероји.

## Улоге
| Глумац            | Улога            |
| ----------------- | ---------------- |
| Силвестер Сталоне | Реј Танго        |
| Курт Расел        | Габријел Кеш     |
| Тери Хачер        | Кетрин Танго     |
| Џек Паланс        | Ив Пере          |
| Брајан Џејмс      | Рекин            |
| Џејмс Хонг        | Кван             |
| Марк Алаимо       | Лопез            |
| Мајкл Џеј Полард  | Овен             |
| Луис Аркет        | ФБИ агент Вајлер |
| Едвард Банкер     | капетан Холмс    |
| Џефри Луис        | капетан Шродер   |

## Сцена из филма
Позната је сцена из филма када Танга неко упита: „шта ти мислиш, да си Рамбо?“, он му одговара: „Рамбо је пичка.“